# Satiricom
Satiricom foi um programa humorístico produzido e exibido pela Rede Globo semanalmente entre 1973 e 1975. Contava com a participação fixa de Agildo Ribeiro, Paulo Silvino, Jô Soares, Renato Corte Real e Luiz Carlos Miele. Girava em torno de sátiras aos mais variados meios de comunicação, desde a idade da pedra, abordando o rádio, a escrita, a fala, a música, além, claro, da própria televisão, satirizada e parodiada.
A partir da temporada de 1975, ganhou o título Satiricom 75 - A Sátira do Comportamento Humano, satirizando outras coisas além dos meios de comunicação.
O título da série não possui qualquer ligação com a obra de Petrônio, sendo um neologismo dos termos "sátira" e "sitcom".

## Elenco
- Agildo Ribeiro
- Alcione Mazzeo
- Álvaro Aguiar
- Antônio Carlos Pires
- Antônio Pedro
- Berta Loran
- Bibi Vogel
- Célia Biar
- Jô Soares
- José Vasconcellos
- Luís Delfino
- Luiz Carlos Miele
- Martim Francisco
- Milton Carneiro
- Paulo Silvino
- Renata Fronzi
- Renato Corte Real
- Silvino Neto